# Смілянський краєзнавчий музей
Смілянський краєзнавчий музей — краєзнавчий музей у райцентрі Черкаської області місті Смілі, найбільше зібрання матеріалів, предметів і матеріалів з історичного розвитку, культури, економіки, персоналій міста і Смілянщини.

## Загальні дані
Смілянський краєзнавчий музей міститься в історичній будівлі в центрі міста, зведеній 1909 року в стилі провінційного модерну для філії Санкт-Петербузького позичкового банку, і розташований за адресою: 
вул. Соборна буд. 98, м. Сміла—20700 (Черкаська область, Україна).
Директором закладу є Віленко Надія Анатоліївна.

## З історії музею
Краєзнавчий музей у Смілі створений 25 грудня 1967 року як музей на громадських засадах.
Від 1970 року заклад отримав звання народного історико-краєзнавчого.
За активну роботу в 1976 році музей відзначено медаллю Українського товариства охорони пам'яток історії та культури. 
День 22 квітня 1991 року став «поворотним» в історії музею — закладу присвоєно статус державного. 
За роки існування музей відвідало більше 200 тисяч смілян і гостей міста.

## Фонди і діяльність
Основні фонди музею налічують понад 3,5 тисяч одиниць зберігання. 
Експозицію розміщено в трьох залах, де представлено:
- картографічну спадщину Смілянщини кінця XIX — початку XX століття;
- матеріали, пов'язані з родиною колишніх власників містечка графів Бобринських та іменами відомих громадян міста;
- старожитності Наддніпрянщини.

Серед унікальних експонатів — скринька зі скла і металу роботи італійських ювелірів XVIII століття, навісний замо́к середини XIX століття, цеглини з будівель графів Бобринських та інші предмети. 
Щорічно проводиться понад 200 екскурсій. 
Музей здійснює проводить науково-пошукову та краєзнавчо-дослідницьку роботу, надає консультації з питань краєзнавства місцевим засобам масової інформації, закладам освіти і культури. 
Міський музей у Смілі став методичним центром створення і становлення музеїв-супутників на цілому ряді підприємств і організацій, музейних кімнат у навчальних закладах — зараз їх у місті понад 2 десятки, в тому числі музей гімназії ім. В. Т. Сенатора, музей рафінадного і машинобудівного заводів, пожежної частини тощо. 

## Виноски
1. ↑  Сміла [Архівовано 8 березня 2011 у Wayback Machine.] на www.ukrainaincognita.com («Україна Інкогніта») [Архівовано 22 серпня 2015 у Wayback Machine.] // текст та фото Романа Маленкова (чорновий текст для путівника Черкащиною видавництва "Грані-Т")